# Kami
Kami (神 (Thần)) trong thần đạo tín ngưỡng là những đối tượng linh thiêng, kính úy theo quan điểm của người Nhật. Theo thần đạo thì có đến bát bách vạn thần (八百萬神), thật ra đây chỉ là một cách nói ước lệ ý nói số thần rất nhiều, không đếm xuể. Thần đạo lấy sự sùng bái tự nhiên làm chủ, là một tín ngưỡng đa thần giáo. Đa phần các thần liên quan đến thiên nhiên như linh hồn của đất, trời, mặt trăng, thực vật, động vật.

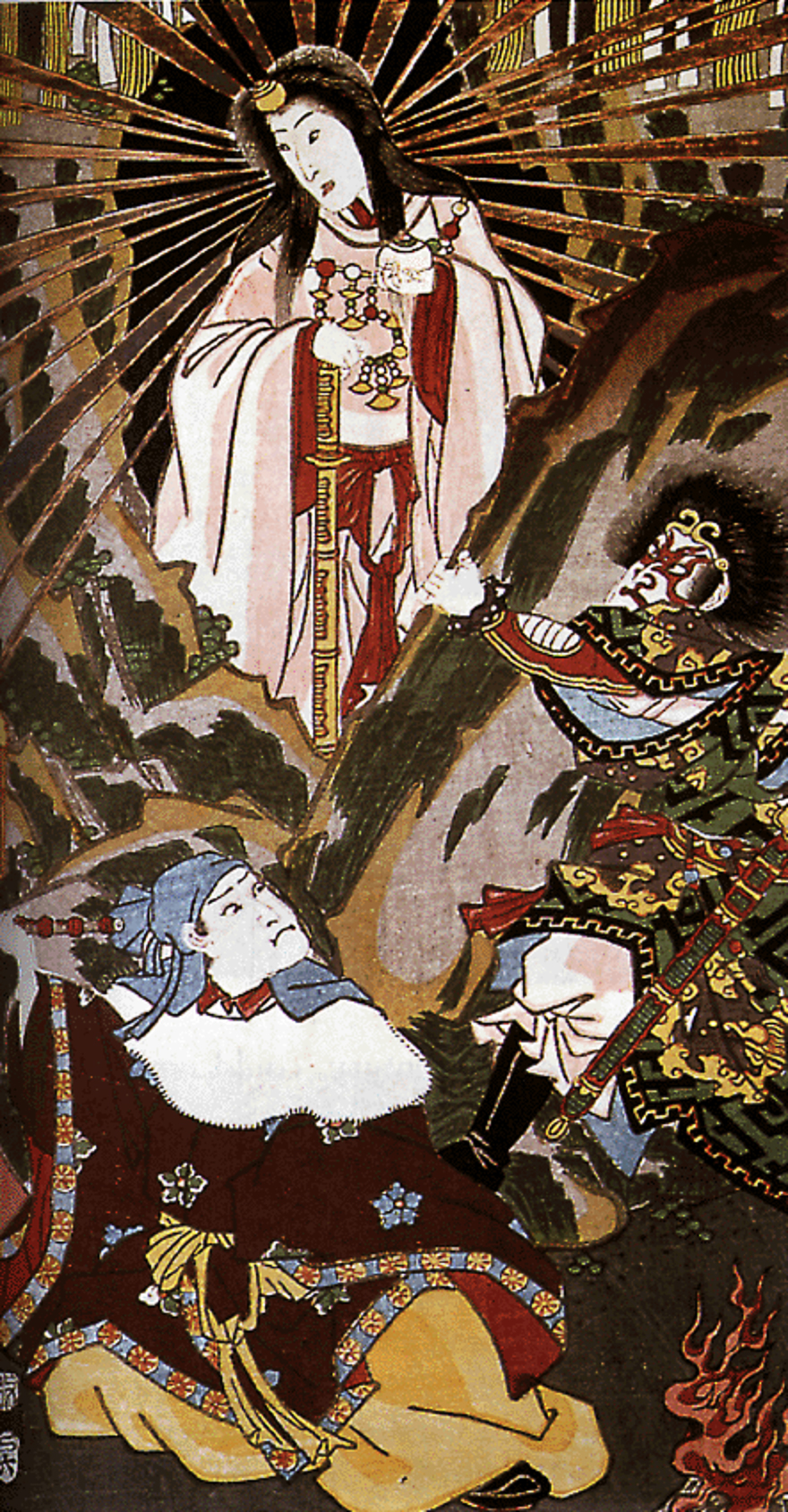
Amaterasu-một vị thần trong thần thoại Nhật Bản ngự giữa Cao Thiên Nguyên.

Ở Nhật, Thời kỳ Edo, một tư tưởng gia tên Motoori Norinaga trong cuốn cổ sự ký truyện của ông có định nghĩ về như sau về thần:
(Thần kỳ) là bất cứ sự vật hay hiện tượng tạo ra cảm xúc sợ hãi mà không có sự phân biệt giữa thần, phật hay ác ma.